# 北海道道955号床潭筑紫恋線
北海道道955号床潭筑紫恋線（ほっかいどうどう955ごう とこたんちくしこいせん）は、北海道厚岸郡厚岸町を結ぶ一般道道である。

## 概要

### 路線データ
- 起点：北海道厚岸郡厚岸町床潭
- 終点：北海道厚岸郡厚岸町筑紫恋（北海道道123号別海厚岸線交点）
- 総距離：2.3 km

## 歴史
- 1978年（昭和53年）5月6日 - 路線認定[1]。

## 地理

### 通過する自治体
- 釧路総合振興局
  - 厚岸郡厚岸町

### 主な接続道路
厚岸町
- 北海道道123号別海厚岸線 - 筑紫恋（終点）

### 沿線にある施設など
厚岸町
- 床潭湖
- 床潭郵便局